# Janus (Mythologie)

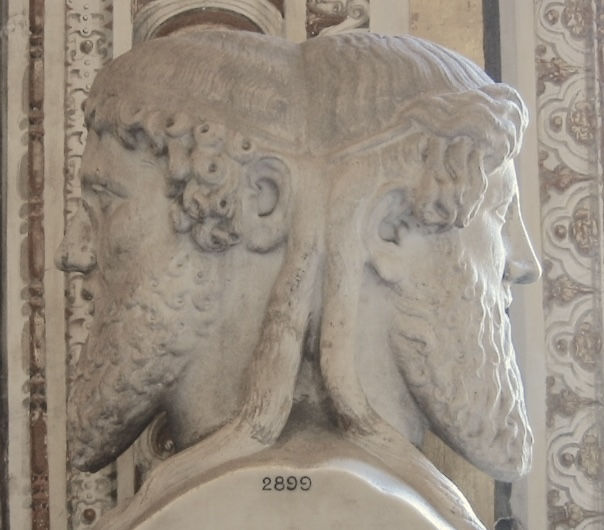
Janus-Statue

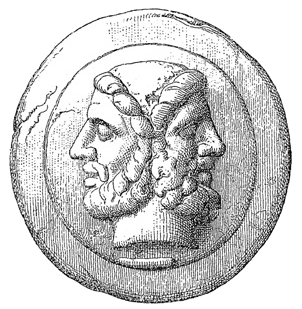
Münze mit Januskopf

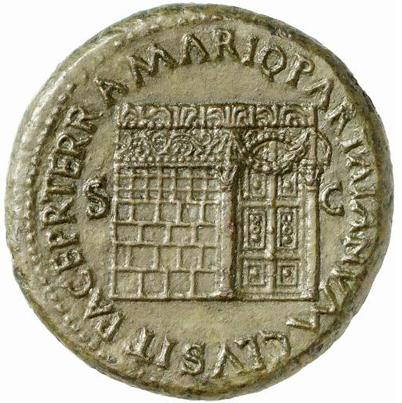
Tempel des Janus auf einem Sesterz des Nero

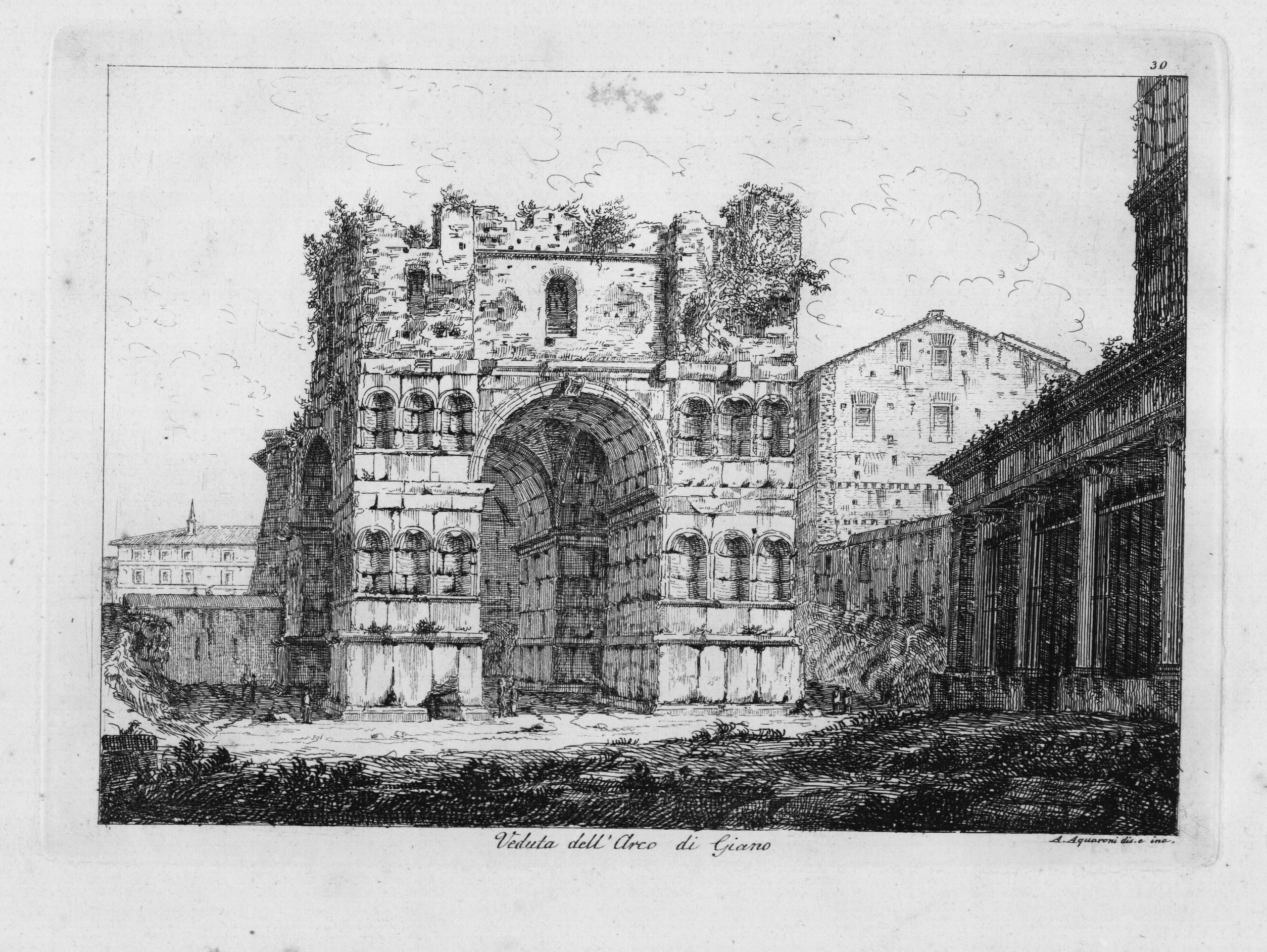
Janusbogen

Janus (lateinisch Ianus) war der römische Gott des Anfangs und des Endes. Er gehört zu den ältesten römischen Göttern und zur ursprünglichen römischen Mythologie. Er ist ein rein römischer Gott und hat keine Entsprechung in der griechischen Mythologie. Sein Kult war in Rom äußerst bekannt, fand sich aber auch in einigen römischen Kolonien, wie in Dalmatia an der Adria, wieder.

## Mythos
Seine Herkunft ist unbestimmt, unterschiedliche Sagen schildern ihn als Kind Saturnus’ und Entorias. Er soll im goldenen Zeitalter als König über Latium geherrscht und auf dem Ianiculum gewohnt haben. Es heißt auch, er habe den vor Jupiter fliehenden Saturnus bei sich aufgenommen. Venilia soll seine Frau gewesen sein. Seine Tochter Canens sei mit König Picus von Laurentum vermählt gewesen.
Ovid erzählt auch von Cardea, die ursprünglich eine Nymphe im Hain des Helernus am Tiber gewesen war. Diese machte sich ein Spiel mit ihren Verehrern, die sie vorausschickte zum Platz eines Stelldicheins, nur um ihnen zu entwischen, sobald diese sie aus dem Auge ließen. Das gelang aber bei dem doppelgesichtigen Janus nicht, und so musste Cardea sich ihm ergeben. Janus verlieh ihr aber zum Dank die Herrschaft über Schwellen, Türscharniere und Türgriffe.
Eine mythische Erzählung des Pseudo-Plutarch macht ihn zum Bruder der Entoria, die von Saturnus unter die Sterne versetzt wurde.

## Darstellung
Die frühesten Abbildungen von Janus (auf den Münzen, die Servius Tullius prägen ließ) zeigen ihn mit einem Doppelgesicht, vorwärts und rückwärts blickend, daher die Beinamen Geminus („der Doppelte“), Bifrons („der Zweistirnige“), Biceps („der Zweiköpfige“). Vierköpfig erscheint er auf Münzen Hadrians, daher Quadriformis („der Viergestaltige“) und Quadrifrons („der Vierstirnige“). Die häufigste Darstellung des Gottes erfolgte aber, eventuell nach griechischem Vorbild von gewissen Hermes- und Apollonbildern, den Doppelhermen, eben doppelköpfig. Der so genannte Januskopf gilt deshalb als Symbol der Zwiespältigkeit (etwas ist „janusköpfig“ = etwas ist „sich von zwei entgegengesetzten Seiten zeigend“).
Nach einer sehr gewöhnlichen Darstellung zählte Janus in der rechten Hand 300, in der linken 65 Steinchen, was auf die Einteilung des Jahrs in 365 Tage hindeutet. Auf anderen Bildern hatte er in der Rechten einen Stab, in der Linken einen oder mehrere Schlüssel, als Symbol der Gewalt des Wächters der Himmelspforte, des Bewegers der Angeln des Weltalls, des Aufschließers und Zuschließers des Himmels, der Wolken, des Landes und des Meeres (daher Claviger, Clusius, Patulcius).
In allegorischen Darstellungen der vier Jahreszeiten verkörpert Janus den Winter.
In republikanischer Zeit erschien das Haupt des Janus auf dem Avers der 1-As-Münze.
In Kroatien, genauer in Dalmatien, fand man eine Votivtafel des Janus, die den Kult dort bestätigt. Die Votivtafel des Quintus Valerius Philipus wurde in Palanka gefunden und dem Janus geweiht. Dargestellt ist eine Aedicula mit dreieckigem Giebelfeld und Eckakroterien. Im Zentrum ist Janus im tiefen Relief abgebildet. Er ist frontal dargestellt, barfuß, neben einem Altar, und im Kontrapost stehend. Auf einem dickeren Hals befinden sich zwei bärtige, in entgegengesetzte Richtung gewandte, Janusköpfe mit unterschiedlicher Physiognomie. Der Gott trägt ein Pallium, das nur die Hüften bedeckt, und einen Teil des linken Armes, über den sein Ende gehängt ist. In der rechten Hand hält er eine Patera und im linken Arm ein Füllhorn, ein einmaliges und ungewöhnliches Attribut des Janus.

## Bedeutung
Janus war ursprünglich ein Licht- und Sonnengott, das männliche Gegenbild der Jana oder Diana, und wurde erst allmählich zum Gott allen Ursprungs, des Anfangs und des Endes, der Ein- und Ausgänge, der Türen und der Tore, zum Vater aller Dinge (auch der Quellen) und aller Götter. Sein Name gehört zur gleichen Wortfamilie wie ianua, der lateinischen Bezeichnung für Tür und ianus für jeden unverschlossenen gewölbten Durchgang. Nach ihm ist auch der Monat Januar benannt. Alle Kalenderdaten, die Anfänge symbolisierten (sog. Kalenden), waren ihm gewidmet. Das Hochfest des Janus, das Agonium, wurde am 9. Januar des römischen Kalenders gefeiert.
Janus symbolisiert die Dualität in den ewigen Gesetzen, wie etwa Schöpfung/Zerstörung, Leben/Tod, Licht/Dunkelheit, Anfang/Ende, Zukunft/Vergangenheit, Links/Rechts usw. Er ist die Erkenntnis, dass alles Göttliche immer einen Gegenspieler in sich birgt. Beide Seiten der Dualität entziehen sich dabei immer einer objektiven Wertung und sind damit weder gut noch schlecht.
Janus wurde auch als Erfinder des Ackerbaus, der bürgerlichen Gesetze und gottesdienstlichen Gebräuche verehrt. Besondere Bedeutung hatte Janus für Unternehmungen, für die er Schutz und Unterstützung gewähren sollte. Bei Opferhandlungen wurde mit der Anrufung Janus' begonnen. Er fungierte als Mittler zwischen Menschen und Göttern.

## Kult
Das bedeutendste Heiligtum des Ianus war der Janustempel auf dem Forum Romanum. Der Bau dieses Tempels wurde dem sagenhaften König Numa Pompilius zugeschrieben, der den Dienst für Ianus in Rom eingeführt haben soll. Spätestens seit Augustus, der sich allerdings auf ältere Bräuche berief, wurde es üblich, die Tore des Tempels zu öffnen, wenn Rom einen Krieg begann, und sie zu schließen, wenn der Konflikt siegreich beendet war. Der letzte Kaiser, von dem überliefert ist, die Tore des Janustempels geöffnet zu haben, ist Gordian III. (238 bis 244 n. Chr.).
Der sogenannte Janusbogen in Rom ist kein Heiligtum, das dem Ianus geweiht wurde, sondern ein säkulares Bauwerk (Quadrifrons), das in der Renaissance fälschlicherweise als Janustempel gedeutet wurde.

## Rezeption in der bildenden Kunst

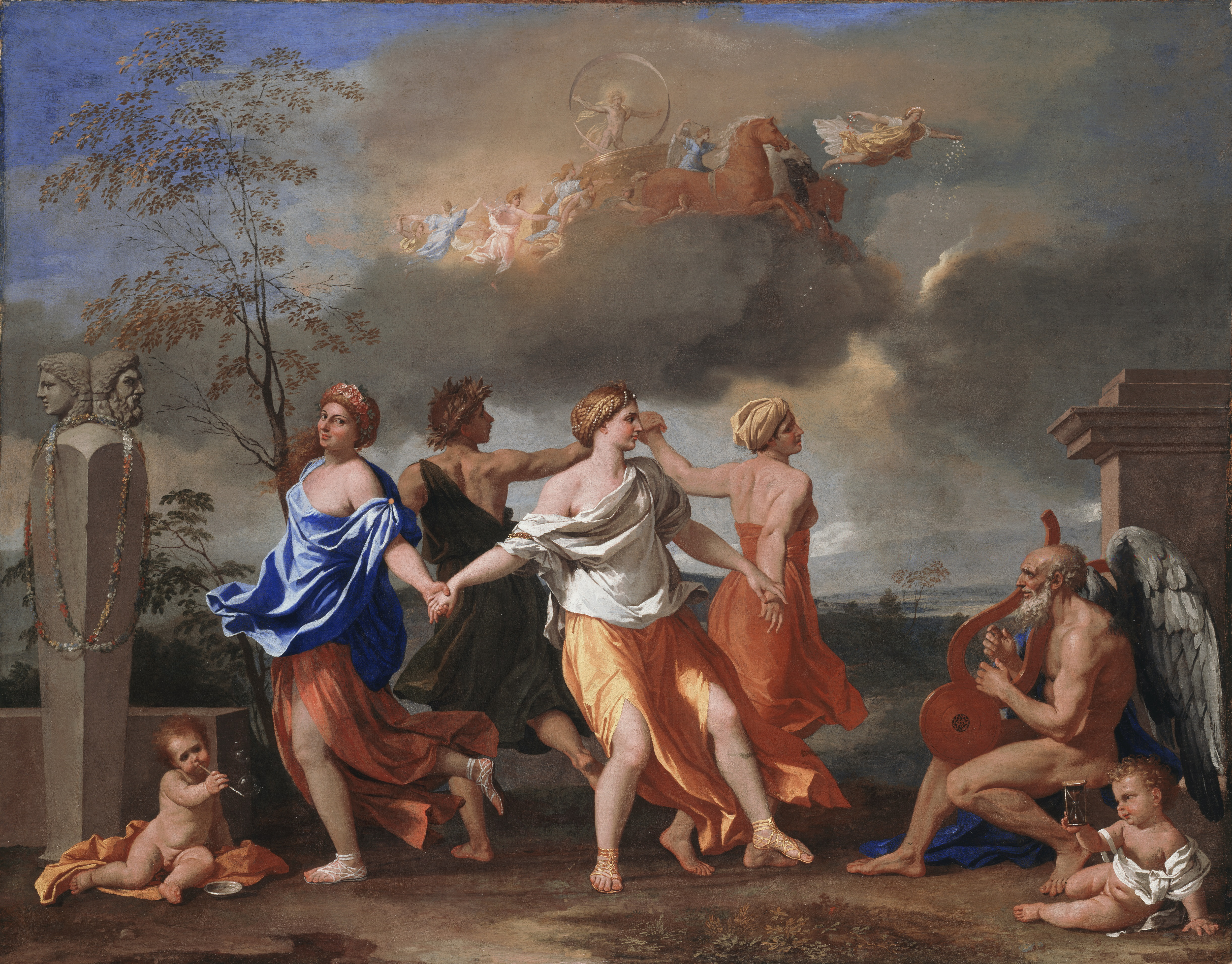
Poussins Tanz des Lebens

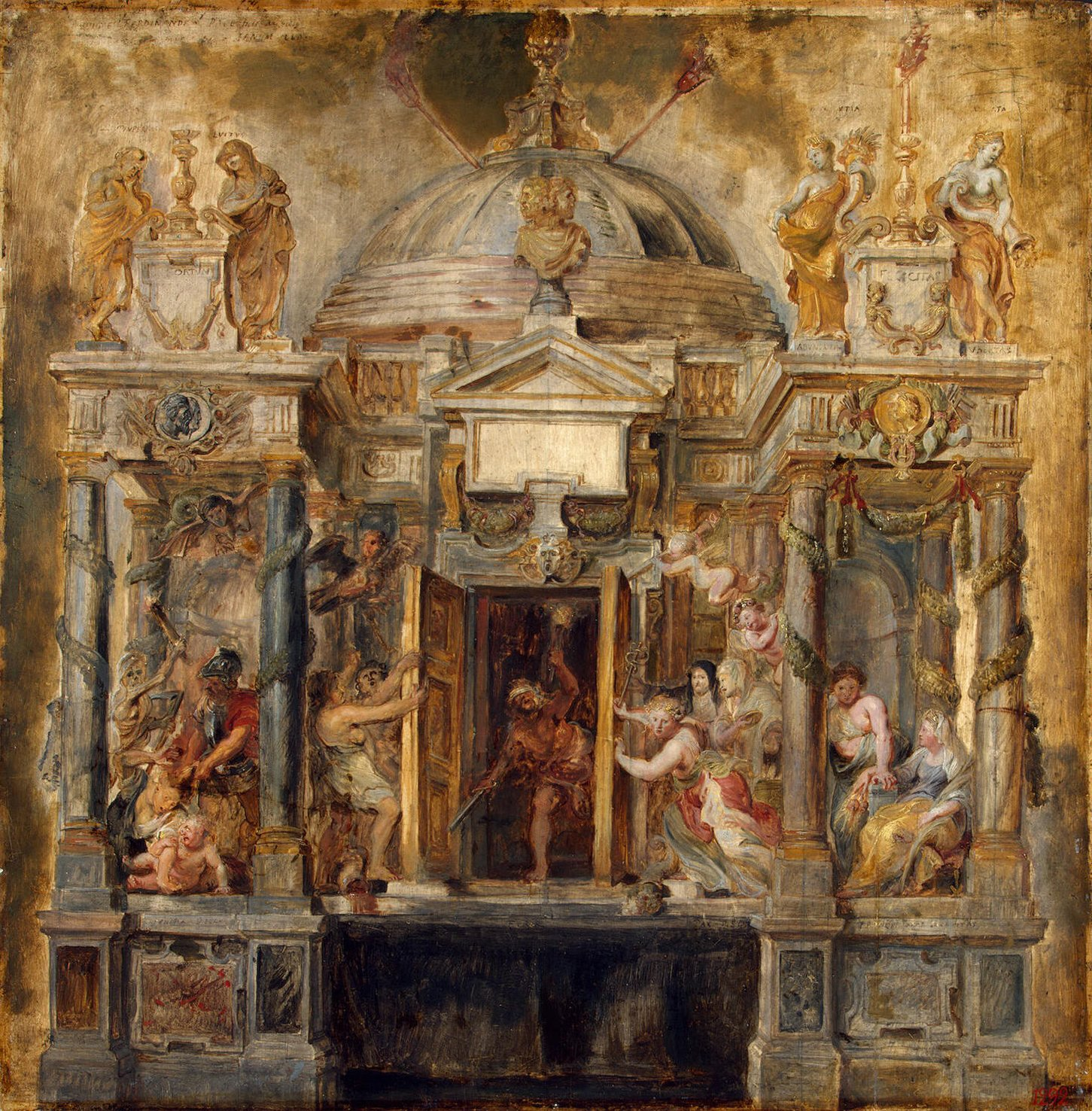
Rubens Janustempel

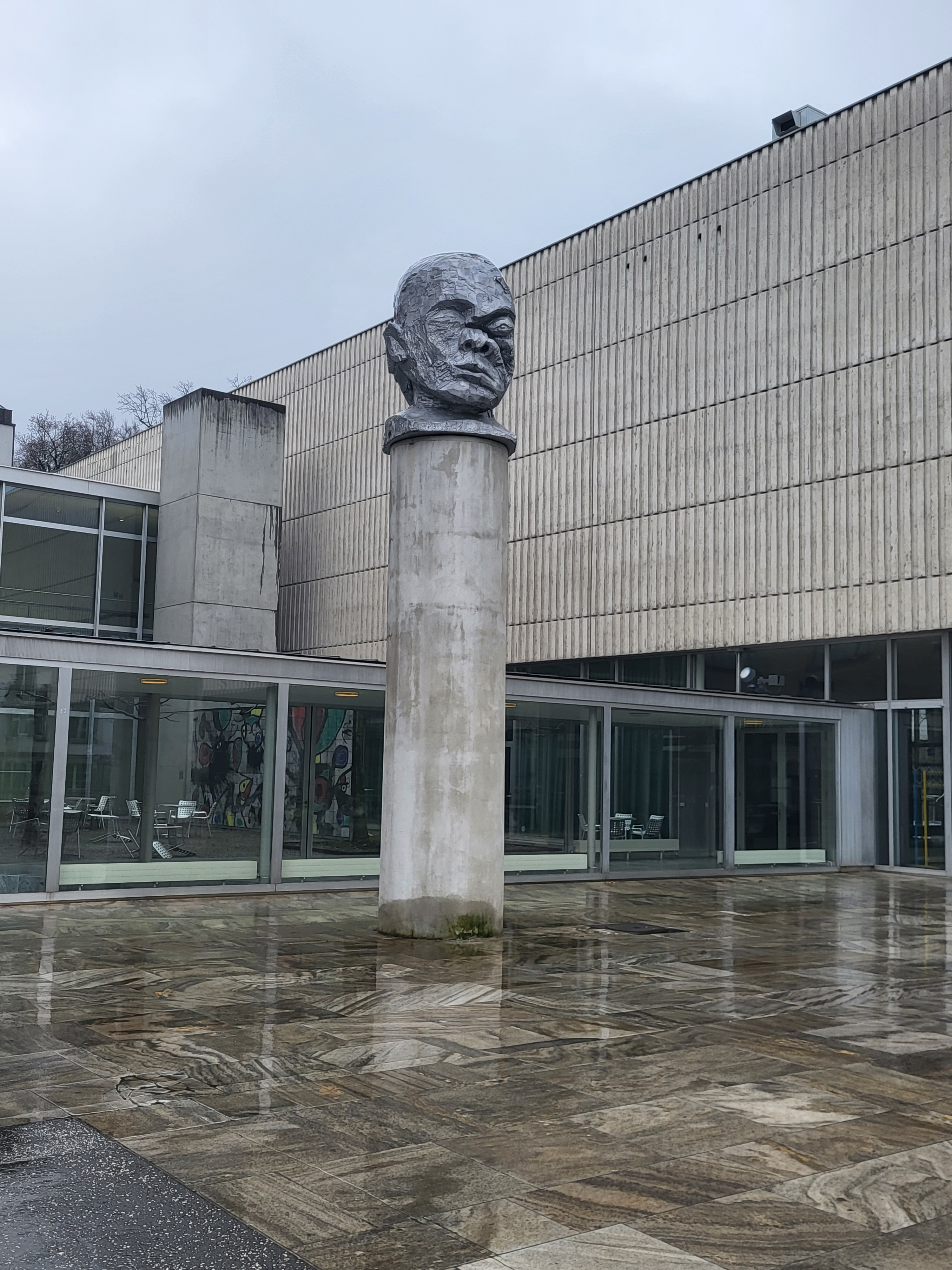
Januskopf von Kader Attia, auf dem Vorplatz des Kunsthauses Zürich

In der bildenden Kunst der Neuzeit wurde Janus nur selten dargestellt.
Eine Säule mit Januskopf erscheint auf der linken Seite in Nicolas Poussins „Tanz des Lebens“ (um 1638, Wallace Collection, London), einer Komposition von verschiedenen Allegorien der Zeit. In ähnlichem Zusammenhang erscheint Janus als Gestalt mit zwei Köpfen, einem jugendlichen und einem greisenhaften, im „Triumph der Geschichte über die Zeit“, einem Fresko von Anton Raphael Mengs (1772–1773, Vatikanische Bibliothek, Rom).
Zwei Gemälde von Louis de Boullogne (1681, Amiens, Musée de Beaux-Arts) und Charles André van Loo („Auguste faissant fermer le temple de Janus“, um 1750, Amiens, Musée de Beaux-Arts) haben die Schließung des Janus-Tempels durch Augustus zum Thema. Eine mehr allegorische Darstellung des gleichen Vorgangs zeigt ein Gemälde von Peter Paul Rubens (1635, Eremitage, St. Petersburg).

## Moderne Rezeption
Der Begriff Janus wird auch bei Fällen von Diprosopus (Januskatze) oder Siamesischen Zwillingen (Janiceps) angewandt, wenn die Betroffenen über zwei Gesichter verfügen. Der Saturnmond Janus wurde am 30. September 1983 von der Internationalen Astronomischen Union (IAU) nach dem römischen Gott benannt. In der Kryptoanalyse wird der Man-in-the-Middle-Angriff nach dem Gott auch als Janusangriff bezeichnet.
Janus ist ferner ein Deckname des Bösewichtes Two-Face in den DC-Comics.
Der Begriff Janus-Partikel bezeichnet in der Physik (Nano-)Teilchen, die zwei- oder mehrseitig beschichtet sind und auf diesen Seiten unterschiedliche physikalische Eigenschaften besitzen.
In der Biochemie bezeichnen Janus-Tyrosinkinasen Enzyme, die an Membranrezeptoren gekoppelt sind und zwei Kinase-Domänen enthalten, von denen jedoch nur eine tatsächlich an der Signaltransduktion beteiligt ist.
In der Linguistik findet das Wort Januswort Anwendung (gleiches Wort mit gegensätzlicher Bedeutung).
Im deutschen Verwaltungsrecht spricht man sinnbildlich von „Janusköpfigkeit“, wenn eine Behörde für zwei verschiedene Rechtsträger agiert. Das betrifft insbesondere die Landratsämter (bzw. die Behörde „Landrat“), die in den meisten Ländern sowohl Behörde des Landkreises (als Kommune) als auch untere staatliche Verwaltungsbehörde (des jeweiligen Landes) sind.
Seit dem Jahr 2013 erhalten die Preisträger des FullDome-Festivals Jena eine JANUS Statue als Trophäe.